# Raul Pitanga Santos
Raul Pitanga Santos (Recife, 15 de abril de 1892 – 18 de outubro de 1980) foi um médico brasileiro.
Formado pela Faculdade de Medicina do Rio de Janeiro em 1913. Foi eleito membro da Academia Nacional de Medicina em 1936, sucedendo Carlos Leoni Werneck na Cadeira 23, que tem Maciel Monteiro como patrono.